# 李可登
李可登（？—1524年），字思善，河南輝縣人。明朝政治人物。
明朝弘治末年，鄉試中舉，而被舉薦授兵部司務，因大禮議事件中反對明世宗立生父為皇考，在左順門跪請更改旨意，而被逮捕下詔獄、施杖刑而亡。